# Fumiko Enchi
Fumiko Enchi (円地 文子, Enchi Fumiko), née le 2 octobre 1905, et morte le 12 novembre 1986, de son vrai nom Fumi Ueda, est une écrivain japonaise, considérée comme l'un des plus importants de l'ère Shōwa.

## Élément biographiques
Elle naît à Tokyo, dans le quartier Asakusa. Son père était un linguiste reconnu, Ueda Kazutoshi (上田万年). De santé fragile, elle ne peut suivre une scolarité normale et reçoit un enseignement privé. Elle se familiarise notamment avec les littératures chinoises, anglaises et françaises. Sa grand-mère exerce également sur elle une influence déterminante en lui faisant découvrir la littérature classique japonaise, en particulier Le Dit du Genji (源氏物語, Genji monogatari) ou le théâtre kabuki et bunraku. À l'âge de 13 ans, elle étend la liste de ses lectures à des auteurs comme Oscar Wilde, Edgar Allan Poe, Kyōka Izumi, Nagai Kafu, Ryūnosuke Akutagawa. Elle est marquée par la lecture de Jun'ichirō Tanizaki, dont l'esthétique sado-masochiste exercera sur elle une fascination profonde.

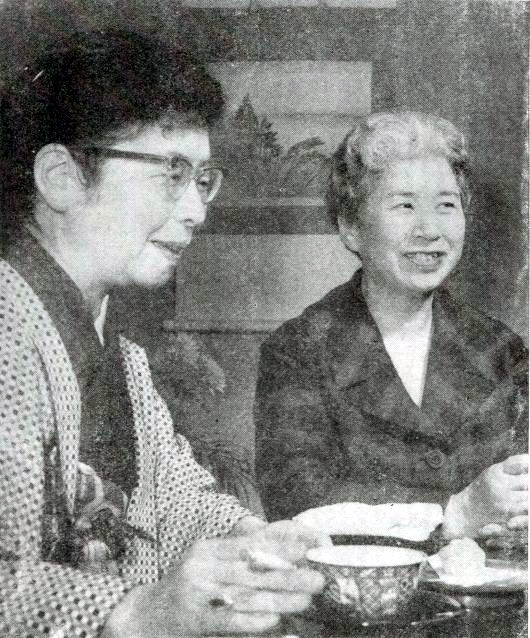
Fumiko Enchi et Motoko Morita en 1960.

En 1930, elle épouse un journaliste, Yoshimatsu Enchi. Le couple aura une fille.
Les années 1930 et plus encore 1940 sont celles d'une longue période de souffrances, tant physiques que morales. Elle subit en 1938 une mastectomie puis en 1946 une hystérectomie. En 1945, sa maison et toutes ses possessions sont détruites lors d'un raid aérien. Immédiatement après la guerre, et pendant de nombreuses années, elle lutte contre un cancer et ses séquelles.
Toutefois, elle poursuit son œuvre littéraire et les années 1950 marquent celles d'une véritable renaissance. S'ensuivront une série d’œuvres qui l'imposeront comme un auteur de premier plan et lui vaudront d'être décorée de l'Ordre de la Culture en 1985.
Elle meurt d'une crise cardiaque en 1986 et est enterrée au cimetière de Yanaka à Tokyo. Elle est élue à l'Académie japonaise des arts peu avant sa mort.

## Œuvre
Elle commence sa carrière d'écrivain dans les années 1920 en proposant une série de pièces de théâtre qui montrent sa proximité avec le mouvement littéraire prolétarien. Citons notamment, en 1928, Banshu soya. En 1935, elle publie un recueil de drames, le Regret du printemps, avant de se tourner vers l'écriture romanesque. Toutefois, elle éprouva de grandes difficultés à faire publier ses romans. Elle s'impose en 1953 avec un roman Himojii Tsukihi (Jours de fringale), tout à la fois émouvante et violente description de la destinée d'une femme malheureuse et endurante, œuvre qui marque un nouveau départ. En 1957 paraît Onna Zaka (Chemin de femmes) puis Onna Men (Masque de femme, 1958) et Chroniques glorieuses (1959-1960). 
Elle écrit également une suite autobiographique : l'Incarnat dérobé (1955), les Ailes blessées (1960), l'Arc-en-ciel et l'Enfer (1968) qui lui valent le prix Tanizaki. 
Elle est également l'auteur d'une traduction en langue moderne du chef-d’œuvre de Murasaki Shikibu, Le Dit du Genji

## Prix et distinctions
- 1954 6. Prix de l'association des écrivaines pour Himoji Tsukihi (ひもじい月日)
- 1957 5. Prix Noma pour Onnazaka (女坂 « Chemin de femmes »)
- 1966 5. Prix de littérature féminine pour Namamiko monogatari
- 1969 6. Prix Tanizaki pour Ake o ubau mono, Kizu aru tsubasa (傷ある翼) et Niji no shura
- 1972 4. Grand prix de littérature japonaise pour Asobidamashi (遊魂)
- 1979 Nomination comme Bunka Kōrōsha, Personne de mérite culturel
- 1985 Décorée de l'Ordre de la Culture

## Liste des œuvres traduites en français
- 1956 : Envoûtement (Yô), dans Anthologie de nouvelles japonaises contemporaines (Tome I), nouvelle traduite par Marc Mécréant, Gallimard, 1986.
- 1957 : Chemin de femmes (女坂), roman traduit par Anne Bayard-Sakai et Cécile Sakai, Gallimard (collection "Du monde entier"), 1999.
- 1958 : Masque de femme (女面) , roman traduit par René de Ceccatty et Ryôji Nakamura, Gallimard (collection "Du monde entier"), 1988.
- 1965 : Chroniques glorieuses (なまみこ物語), roman traduit par Catherine Ancelot, Editions Philippe Picquier, 1993.